# Saco fecal

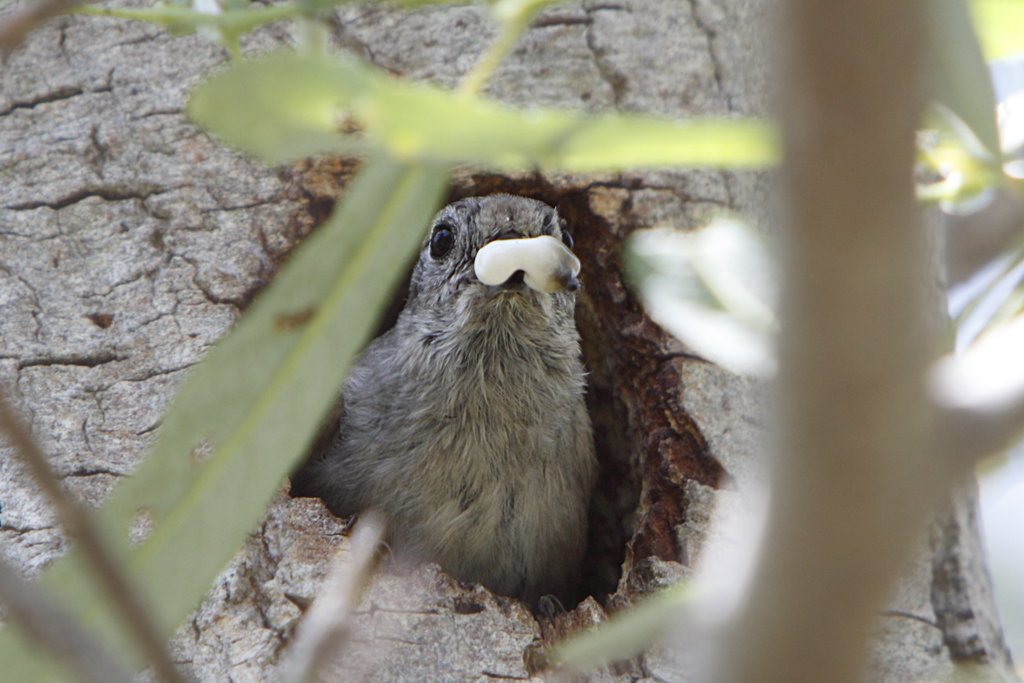
Un carbonero de roble en San Luis Obispo, California, EE. UU. Extrayendo un saco fecal hecho por uno de los polluelos para mantener limpio el nido.

El saco fecal es una bolsa mucosa resistente y blanquecina que encierra en su interior las deyecciones de ciertos pollos nidícolas. Las aves adultas se llevan los sacos fecales y los abandonan a varios metros del nido o bien se los comen, lo que mantiene la higiene del nido evitando infecciones en la nidada y también evita que el olor de las heces en las cercanías revele la presencia del nido a los depredadores. Este comportamiento se da principalmente entre los passeriformes y los pícidos.